# Phoenicolacerta
Phoenicolacerta – rodzaj jaszczurek z rodziny jaszczurkowatych (Lacertidae).

## Zasięg występowania
Rodzaj obejmuje gatunki występujące na Cyprze, w Turcji, Izraelu, Syrii, Libii i Jordanii. 

## Morfologia
Długość ciała do 90 mm, dorosłe samce większe od dorosłych samic.

## Systematyka

### Etymologia
Phoenicolacerta: łac. Phoenice „Fenicja”, starożytna kraina na wschodnim wybrzeżu Morza Śródziemnego; lacerta „jaszczurka”.

### Podział systematyczny
Do rodzaju należą następujące gatunki: 
- Phoenicolacerta cyanisparsa
- Phoenicolacerta kulzeri
- Phoenicolacerta laevis
- Phoenicolacerta troodica